# Demon Slayer: Kimetsu no Yaiba (serie de televisión)
Demon Slayer: Kimetsu no Yaiba (鬼滅の刃 Kimetsu no Yaiba?, traducción aproximada «Espada Destructora de Demonios»),  en España Guardianes de la Noche: Kimetsu no Yaiba, es una serie de anime japonesa producida por Ufotable, basada en el manga homónimo de Koyoharu Gotouge. La historia sigue a Tanjirō Kamado, un adolescente que decide convertirse en cazador de demonios después de que estos masacran a su familia y convierten a su hermana menor, Nezuko, en uno de ellos.
La serie estrenó su primera temporada en abril de 2019 en Tokyo MX y otras cadenas japonesas. A partir de la segunda temporada, cambió su emisión a Fuji TV. En Estados Unidos, Aniplex of America gestionó la licencia y Adult Swim transmitió el doblaje en inglés dentro del bloque Toonami.
En octubre de 2020, Ufotable lanzó el largometraje Kimetsu no Yaiba: Mugen Ressha-hen, que es una secuela directa de la primera temporada. Luego estrenó dos películas recopilatorias: Kimetsu no Yaiba: Katanakaji no Sato-hen en febrero de 2023 y Kimetsu no Yaiba: Hashira Geiko-hen en febrero de 2024. Además, tiene previsto estrenar en julio de 2025 Kimetsu no Yaiba: Mugen-jō-hen, la primera película de una trilogía cinematográfica que adaptará el arco del manga conocido como «Castillo Infinito» y que servirá como secuela directa de la cuarta temporada.
La serie logró aclamación crítica gracias a su historia, animación, escenas de acción, personajes y calidad de doblaje —tanto en japonés como en otros idiomas—. También acumuló numerosos premios y se consolidó como uno de los animes más importantes de los años 2010.

## Episodios
| Temporada | Temporada | Subtítulo original                       | Episodios | Episodios | Emisión original       | Emisión original         |
| Temporada | Temporada | Subtítulo original                       | Episodios | Episodios | Primera emisión        | Última emisión           |
| --------- | --------- | ---------------------------------------- | --------- | --------- | ---------------------- | ------------------------ |
|           | 1         | Kimetsu no Yaiba: Risshi-hen             | 26        | 26        | 6 de abril de 2019     | 28 de septiembre de 2019 |
|           | 2         | Kimetsu no Yaiba: Mugen Ressha-hen       | 18        | 7         | 10 de octubre de 2021  | 28 de noviembre de 2021  |
|           | 2         | Kimetsu no Yaiba: Yūkaku-hen             | 18        | 11        | 5 de diciembre de 2021 | 13 de febrero de 2022    |
|           | 3         | Kimetsu no Yaiba: Katanakaji no Sato-hen | 11        | 11        | 9 de abril de 2023     | 18 de junio de 2023      |
|           | 4         | Kimetsu no Yaiba: Hashira Geiko-hen      | 8         | 8         | 12 de mayo de 2024     | 30 de junio de 2024      |

## Elenco y personajes
| Personaje                                              | Doblaje |
| Personaje                                              | Japonés |
| ------------------------------------------------------ | --- |
| Personajes principales                                 | |
| Tanjiro Kamado (竈門 炭治郎 Kamado Tanjirō?)           | Natsuki Hanae Satomi Satō (niño) |
| Nezuko Kamado (竈門 禰豆子 Kamado Nezuko?)             | Akari Kitō |
| Zenitsu Agatsuma (我妻 善逸 Agatsuma Zen'itsu?)        | Hiro Shimono |
| Inosuke Hashibira (嘴平 伊之助 Hashibira Inosuke?)     | Yoshitsugu Matsuoka |
| Kanao Tsuyuri (栗花落 カナヲ Tsuyuri Kanao?)           | Reina Ueda |
| Genya Shinazugawa (不死川 玄弥 Shinazugawa Gen'ya?)    | Nobuhiko Okamoto |
| Personajes secundarios                                 | |
| Giyu Tomioka (冨岡 義勇 Tomioka Giyū?)                 | Takahiro Sakurai |
| Shinobu Kocho (胡蝶 しのぶ Kochō Shinobu?)             | Saori Hayami |
| Kyojuro Rengoku (煉獄 杏寿郎 Rengoku Kyōjurō?)         | Satoshi Hino Mariya Ise (niño) |
| Tengen Uzui (宇髄 天元 Uzui Tengen?)                   | Katsuyuki Konishi |
| Mitsuri Kanroji (甘露寺 蜜璃 Kanroji Mitsuri?)         | Kana Hanazawa |
| Muichiro Tokito (時透 無一郎 Tokitō Muichirō?)         | Kengo Kawanishi |
| Sanemi Shinazugawa (不死川 実弥 Shinazugawa Sanemi?)   | Tomokazu Seki |
| Obanai Iguro (伊黒 小芭内 Iguro Obanai?)               | Kenichi Suzumura |
| Gyomei Himejima (悲鳴嶼 行冥 Himejima Gyōmei?)         | Tomokazu Sugita |
| Personajes de apoyo                                    | |
| Kagaya Ubuyashiki (産屋敷 耀哉 Ubuyashiki Kagaya?)     | Toshiyuki Morikawa |
| Amane Ubuyashiki (産屋敷 あまね Ubuyashiki Amane?)     | Rina Satō |
| Hinaki Ubuyashiki (産屋敷 ひなき Ubuyashiki Hinaki?)   | Yumiri Hanamori |
| Nichika Ubuyashiki (産屋敷 にちか Ubuyashiki Nichika?) | Ari Ozawa |
| Kiriya Ubuyashiki (産屋敷 輝利哉 Ubuyashiki Kiriya?)   | Aoi Yūki |
| Kanata Ubuyashiki (産屋敷 かなた Ubuyashiki Kanata?)   | Shiori Izawa |
| Muzan Kibutsuji (鬼舞辻 無惨 Kibutsuji Muzan?)         | Toshihiko Seki |
| Nakime (鳴女 Nakime?)                                  | Marina Inoue |
| Kaigaku (獪岳 Kaigaku?)                                | Yoshimasa Hosoya |
| Kokushibo / Luna Superior 1 (黒死牟 Kokushibō?)        | Ryōtarō Okiayu |
| Doma / Luna Superior 2 (童磨 Dōma?)                    | Mamoru Miyano |
| Akaza / Luna Superior 3 (猗窩座?)                      | Akira Ishida |
| Hantengu / Luna Superior 4 (半天狗?)                   | Toshio Furukawa (Hantengu y Urami) Yūichirō Umehara (Sekido) Kaito Ishikawa (Karaku) Shunsuke Takeuchi (Urogi) Sōma Saitō (Aizetsu) Koichi Yamadera (Zohakuten) |
| Gyokko / Luna Superior 5 (玉壼 Gyokko?)                | Kōsuke Toriumi |
| Daki / Luna Superior 6 (堕姫 Daki?)                    | Miyuki Sawashiro |
| Gyutaro / Luna Superior 6 (妓夫太郎 Gyūtarō?)          | Ryōta Ōsaka |
| Enmu / Luna Inferior 1 (魘夢 Enmu?)                    | Daisuke Hirakawa |
| Rokuro / Luna Inferior 2 (轆轤 Rokuro?)                | Taiten Kusunoki |
| Wakuraba / Luna Inferior 3 (病葉 Wakuraba?)            | Sōichirō Hoshi |
| Mukago / Luna Inferior 4 (零余子 Mukago?)              | Kana Ueda |
| Rui / Luna Inferior 5 (累 Rui?)                        | Koki Uchiyama |
| Kamanue / Luna Inferior 6 (釜鵺 Kamanue?)              | Kenn |
| Kyogai (響凱 Kyōgai?)                                  | Junichi Suwabe |
| Personajes menores                                     | |
| Demonio araña (madre) (蜘蛛鬼「母」 Kumo Oni: Haha?)   | Ami Koshimizu |
| Demonio araña (padre) (蜘蛛鬼「父」 Kumo Oni: Chichi?) | Tetsu Inada |
| Demonio araña (hermano) (蜘蛛鬼「兄」 Kumo Oni: Ani?)  | Showtaro Morikubo |
| Demonio araña (hermana) (蜘蛛鬼「姉」 Kumo Oni: Ane?)  | Ryoko Shiraishi |
| Yahaba (矢琶羽 Yahaba?)                                | Jun Fukuyama |
| Susamaru (朱紗丸 Susamaru?)                            | Mikako Komatsu |
| Sakonji Urokodaki (鱗滝 左近次 Urokodaki Sakonji?)     | Hōchū Ōtsuka |
| Sabito (錆兎 Sabito?)                                  | Yūki Kaji |
| Makomo (真菰 Makomo?)                                  | Ai Kakuma |
| Cuervos Kasugai (鎹鴉 Kasugai Garasu?)                 | Takumi Yamazaki (Tanjiro) Rie Kugimiya (Muichiro) |
| Tamayo (珠世 Tamayo?)                                  | Maaya Sakamoto |
| Yushiro (愈史郎 Yushirō?)                              | Daiki Yamashita |
| Makio (まきを Makio?)                                  | Shizuka Ishigami |
| Suma (須磨 Suma?)                                      | Nao Tōyama |
| Hinatsuru (雛鶴 Hinatsuru?)                            | Atsumi Tanezaki |
| Aoi Kanzaki (神崎 アオイ Kanzaki Aoi?)                 | Yuri Ehara |
| Goto (後藤 Gotō?)                                      | Makoto Furukawa |
| Sumi Nakahara (中原 すみ Nakahara Sumi?)               | Ayumi Mano |
| Naho Takada (高田 なほ Takada Naho?)                   | Yūki Kuwahara |
| Kiyo Terauchi (寺内 きよ Terauchi Kiyo?)               | Nanami Yamashita |
| Hotaru Haganezuka (鋼鐵塚 螢 Haganezuka Hotaru?)       | Daisuke Namikawa |
| Kozo Kanamori (鉄穴森 鋼蔵 Kanamori Kōzō?)             | Eiji Takemoto |
| Kotetsu (小鉄 Kotetsu?)                                | Ayumu Murase |
| Murata (村田 Murata?)                                  | Kōki Miyata |
| Jigoro Kuwajima (桑島 慈悟郎 Kuwajima Jigorō?)         | Shigeru Chiba |
| Kanae Kocho (胡蝶 カナエ Kochō Kanae?)                 | Ai Kayano |
| Tanjuro Kamado (竈門 炭十郎 Kamado Tanjūrō?)           | Shin-ichiro Miki |
| Kie Kamado (竈門 葵枝 Kamado Kie?)                     | Houko Kuwashima |
| Takeo Kamado (竈門 竹雄 Kamado Takeo?)                 | Yō Taichi |
| Hanako Kamado (竈門 花子 Kamado Hanako?)               | Konomi Kohara |
| Shigeru Kamado (竈門 茂 Kamado Shigeru?)               | Kaede Hondo |
| Rokuta Kamado (竈門 六太 Kamado Rokuta?)               | Aoi Koga |
| Sumiyoshi (炭吉 Sumiyoshi?)                            | Hirofumi Nojima |
| Shinjuro Rengoku (煉獄 槇寿郎 Rengoku Shinjurō?)       | Rikiya Koyama |
| Ruka Rengoku (煉獄 瑠火 Rengoku Ruka?)                 | Megumi Toyoguchi |
| Senjuro Rengoku (煉獄 千寿郎 Rengoku Senjurō?)         | Junya Enoki |
| Yoriichi Tsugikuni (継国 縁壱 Tsugikuni Yoriichi?)     | Kazuhiko Inoue |

## Producción

### Temporada 1
La revista Weekly Shōnen Jump anunció en junio de 2018 que el estudio Ufotable produciría una adaptación al anime del manga Kimetsu no Yaiba (2016–2020) de Koyoharu Gotouge. La dirección corrió a cargo de Haruo Sotozaki y la producción de Hikaru Kondō, mientras que Akira Matsushima fungió como diseñador de personajes. La primera temporada, compuesta por 26 episodios, se emitió entre el 6 de abril y el 28 de septiembre de 2019 en Tokyo MX y otras cadenas japonesas.
Aniplex of America adquirió los derechos de distribución en América Norteña y transmitió la serie a través de Crunchyroll, Hulu y Funimation. También lanzó dos ediciones limitadas en Bluray: la primera el 30 de junio de 2020 y la segunda el 24 de noviembre del mismo año. Junto a Funimation, publicó las ediciones estándar en Bluray, disponibles desde el 29 de septiembre de 2020 y el 19 de enero de 2021, respectivamente. En Australia y Nueva Zelanda, Madman Entertainment obtuvo la licencia y transmitió la serie simultáneamente en AnimeLab. En el Reino Unido e Irlanda, la distribuidora Anime Limited se encargó de su emisión. Además, Netflix comenzó a ofrecer la serie en Estados Unidos el 22 de enero de 2021. El doblaje al inglés, producido por Aniplex of America en colaboración con Bang Zoom! Entertainment, se emitió en el bloque de programación Toonami de Adult Swim entre el 13 de octubre de 2019 y el 3 de mayo de 2020. Más adelante, Funimation incorporó el doblaje a su catálogo el 8 de diciembre de 2020.

### Temporada 2 y cortos
La segunda temporada se emitió en dos partes consecutivas, iniciando con una adaptación televisiva del arco argumental del «Tren Infinito», compuesta por siete episodios emitidos entre el 10 de octubre y el 28 de noviembre de 2021. El primer episodio de esta versión consistió completamente de material original, así como nuevas secuencias animadas y una banda sonora distinta a la de la versión cinematográfica. La segunda parte, titulada Demon Slayer: Kimetsu no Yaiba – Entertainment District Arc (鬼滅の刃 遊郭編 Kimetsu no Yaiba – Yūkaku-hen?), se estrenó con un episodio especial de una hora el 5 de diciembre de 2021 y se emitió hasta el 13 de febrero de 2022. El equipo principal de producción y el elenco de voces de la primera temporada retomaron sus respectivos roles. Esta segunda temporada se emitió en 30 cadenas televisivas de Japón, entre ellas Fuji TV y Tokyo MX.
Aniplex of America adquirió los derechos de distribución fuera de Asia, mientras que Muse Communication obtuvo la licencia para la región de Asia Pacífico.
Según Jason DeMarco, productor ejecutivo encargado del bloque de programación Adult Swim, el éxito comercial de la película Mugen Ressha-hen (2020) elevó inicialmente los costos de adquisición de las temporadas siguientes, lo que dificultó su incorporación a la programación. No fue sino hasta octubre de 2023 —dos años más tarde— que Adult Swim anunció la emisión del doblaje al inglés del arco del «Tren Infinito», el cual se transmitió en el bloque Toonami entre el 12 de noviembre y el 17 de diciembre del mismo año. Un mes después, se confirmó también la emisión del arco del «Distrito del Entretenimiento», transmitido entre el 14 de enero y el 24 de marzo de 2024.
Asimismo, el 14 de febrero de 2021, Aniplex publicó en su canal oficial de YouTube una serie de cuatro cortos con temática del Día de San Valentín bajo el título Kimetsu Gakuen Valentine-hen (キメツ学園 バレンタイン編?).

### Temporada 3
Al término del episodio final de la segunda temporada, se anunció la producción de una tercera, centrada en el arco de la «Aldea del Herrero». Esta nueva entrega se estrenó el 9 de abril de 2023 con un episodio especial de una hora de duración y concluyó el 18 de junio del mismo año con un episodio final de setenta minutos.
Aniplex of America adquirió los derechos de distribución fuera de Asia y transmitió la temporada a través de Crunchyroll, plataforma que inició la emisión del doblaje al inglés el 28 de mayo de 2023. Posteriormente, Toonami, el bloque de programación de Adult Swim, emitió el doblaje entre el 11 de agosto y el 20 de octubre de 2024.

### Temporada 4
Tras la conclusión de la tercera temporada, se anunció una cuarta basada en el arco del «Entrenamiento Pilar». Esta nueva entrega se estrenó con un episodio especial de una hora el 12 de mayo de 2024, y finalizó el 30 de junio del mismo año, también con un episodio de una hora.
Aniplex of America volvió a licenciar la temporada fuera de Asia, transmitiéndola a través de Crunchyroll, que inició la emisión del doblaje al inglés el 30 de junio de 2024.

### Películas recopilatorias
Antes de su emisión televisiva, los primeros cinco episodios de la serie se proyectaron en salas de cine japonesas durante dos semanas a partir del 29 de marzo de 2019, bajo el título Demon Slayer: Kimetsu no Yaiba: Lazo entre hermanos (鬼滅の刃 兄妹の絆 Kimetsu no Yaiba: Kyōdai no Kizuna?). Aniplex of America presentó la cinta en el Aratani Theatre de Los Ángeles el 31 de marzo de 2019, mientras que Madman Entertainment la proyectó en salas selectas de Australia el 2 de abril de ese mismo año. El 10 de octubre de 2020, la película se transmitió en Fuji TV, seguida una semana después, el 17 de octubre, por Demon Slayer: Kimetsu no Yaiba: Arco de la Montaña Natagumo (鬼滅の刃 那田蜘蛛山編 Kimetsu no Yaiba: Natagumo Yama-hen?), una recopilación de los episodios 15 al 21. Además, Fuji TV reemitió la serie en la región de Kantō bajo el título Demon Slayer: Kimetsu no Yaiba: ¡Concentración total! Emisión completa (鬼滅の刃全集中！一挙放送 Kimetsu no Yaiba Zenshūchū! Ikkyo Hōsō?), con la siguiente programación: los episodios 6 al 10 entre el 12 y el 16 de octubre, los episodios 11 al 14 el 17 de octubre, y los episodios 22 al 26 el 24 de octubre de 2020. Los episodios finales de la primera temporada (22 al 26) se reestructuraron en una edición especial titulada Arco de la Reunión de los Pilares y la Mansión de las Mariposas (柱合会議・蝶屋敷編 Hashira Gō Kaigi/Chōyashiki-hen?), que incluyó metraje adicional y créditos finales especiales, emitida en Fuji TV el 20 de diciembre de 2020.
Una película recopilatoria titulada Kimetsu no Yaiba: Katanakaji no Sato-hen, que reúne los dos últimos episodios de la segunda temporada junto con el primero de la tercera, se estrenó en Japón el 3 de febrero de 2023. Posteriormente, se exhibió en el Reino Unido el 1 de marzo y en Estados Unidos el 3 de marzo del mismo año.
Otra película recopilatoria, Kimetsu no Yaiba: Hashira Geiko-hen, que incluye el episodio final de la tercera temporada y el estreno de la cuarta, tuvo su lanzamiento en Japón el 2 de febrero de 2024, y se lanzó en salas selectas de Estados Unidos el 23 de febrero del mismo año.

### Películas
El 28 de septiembre de 2019, al término del episodio final de la primera temporada, se anunció una adaptación cinematográfica titulada Kimetsu no Yaiba: Mugen Ressha-hen. El elenco y el equipo técnico retomaron sus funciones para la producción. La película, secuela directa de la primera temporada, adaptó los acontecimientos del Arco del Tren Infinito. Aniplex y Tōhō se encargaron de su distribución en Japón, donde se estrenó el 16 de octubre de 2020. El filme superó los USD 500 millones en taquilla mundial, convirtiéndose en la película más taquillera de 2020 y en la cinta japonesa y de anime más exitosa de todos los tiempos. Su distribución digital a nivel global comenzó el 22 de junio de 2021.
El 30 de junio de 2024, tras la emisión del episodio final de la cuarta temporada, se anunció que el Arco del Castillo Infinito sería adaptado como una trilogía cinematográfica. Crunchyroll confirmó que estrenaría las películas en salas de cine a nivel global. El primer largometraje, Kimetsu no Yaiba: Mugen-jō-hen, llegará a los cines de Japón el 18 de julio de 2025, como secuela directa de la cuarta temporada.

## Música
Yūki Kajiura y Go Shiina compusieron la banda sonora del anime. Para la primera temporada, LiSA interpretó el tema de apertura «Gurenge» (紅蓮華?  «Loto rojo»), mientras que el tema de cierre fue «from the edge», una colaboración entre FictionJunction y la propia LiSA. En el episodio diecinueve, el tema de cierre cambió por «Kamado Tanjirō no Uta» (竈門炭治郎のうた?  «Canción de Tanjiro Kamado»), interpretado por Go Shiina junto a Nami Nakagawa. En la primera parte de la segunda temporada, LiSA volvió a participar como intérprete de los temas principales, con «Akeboshi» (明け星?  tdl. ‘Estrella de la mañana’) como apertura y «Shirogane» (白銀?  tdl. ‘Plata’) como cierre. Para la segunda parte, Aimer interpretó tanto el tema de apertura «Zankyōsanka» (残響散歌?  tdl. ‘Canción de reverberación’) como el de cierre «Asa ga Kuru» (朝が来る?  tdl. ‘Amanecer’).
Durante la tercera temporada, Man with a Mission y Milet colaboraron en la interpretación de «Kizuna no Kiseki» (絆ノ奇跡?  tdl. ‘Lazos del milagro’) como tema de apertura, y «Koi Kogare» (コイコガレ?  tdl. ‘Anhelo’) como tema de cierre. El episodio final incluyó la pieza «Kamado Nezuko no Uta» (竈門襧豆子のうた?  «Canción de Tanjiro Kamado»), nuevamente a cargo de Go Shiina con Nami Nakagawa como vocalista invitada. En la cuarta temporada My First Story y Hyde interpretaron el tema de apertura «Mugen» (夢幻?  tdl. ‘Sueños’) y el tema de cierre «Tokoshie» (トコシエ?  tdl. ‘Eternidad’).

## Recepción

### Popularidad e impacto cultural
Desde la emisión de ambos arcos narrativos correspondientes a la segunda temporada, el anime mantuvo altos niveles de audiencia televisiva, ubicándose de forma constante entre los diez programas de anime más vistos en Japón. Según Video Research, la segunda parte de dicha temporada alcanzó un promedio de 18,43 millones de espectadores, con picos de 25,5 millones en el episodio diez y 25,97 millones en el episodio once. El episodio final de la tercera temporada promedió 22,87 millones de espectadores, mientras que una retransmisión especial de la segunda parte de la segunda temporada alcanzó los 22,51 millones. Asimismo, la tercera temporada se consolidó como el anime más visto de 2023, con una audiencia promedio de 15,4 millones de personas en Japón.
Gadget Tsūshin incluyó en su lista de palabras clave del anime de 2019 tanto el sufijo asociado a las técnicas de respiración como la expresión «¡Ah! ¡La era, la era cambió otra vez!». En el informe anual Year in Review de Tumblr, que destaca las comunidades y tendencias más relevantes de la plataforma, Demon Slayer: Kimetsu no Yaiba ocupó el séptimo lugar en la categoría de anime y manga tanto en 2019 como en 2020. Por su parte, el primer arco de la segunda temporada se posicionó en el tercer lugar de los Twitter Japan Trend Awards de 2021, que reconocen los temas más comentados del año. En una encuesta de 2020 realizada por la editorial Benesse, dirigida a 7 661 niños japoneses de tercero a sexto grado (5 170 niñas y 2 491 niños), Tanjiro Kamado fue elegido como la figura más admirada. Le siguieron, en segundo, cuarto y quinto lugar, las madres, los padres y los profesores, respectivamente; el resto de los lugares del top 10 estuvo ocupado por otros personajes de la serie. El fenómeno también tuvo repercusiones en el turismo interno japonés, pues numerosos viajeros visitaron locaciones similares a aquellas retratadas en la obra.
Yuma Takahashi, productor del anime, identificó tres factores clave para su éxito: «La fuerza de la obra original, la actitud con la que fue adaptada al formato animado y el entorno». Takahashi explicó que, aunque muchas personas conocieron el manga a través del anime, ese hecho por sí solo no garantiza el éxito. Señaló que el manga era, en sí mismo, interesante, y que el equipo procuró adaptarlo fielmente, sin perder su atractivo. También subrayó la seriedad con la que el personal de Ufotable abordó la adaptación, así como los cambios en los hábitos de consumo de anime, especialmente el auge de las plataformas de streaming. Al emitir la serie en dos partes, se dio tiempo para construir una base de audiencia sólida. «Mientras el anime se transmitía, el manga atravesaba su punto álgido narrativo; por ello, el momento fue ideal. No fue como si, de pronto, todo el mundo comenzara a hablar de la serie; más bien, fue un crecimiento constante de seguidores que amplió su alcance», agregó. En 2021, la Cruz Roja en la prefectura de Tokushima utilizó personajes de la serie en carteles para campañas de donación de sangre, lo que provocó un aumento notable en el número de donantes.
En enero de 2021, Yoshiyuki Tomino, creador de la franquicia Gundam, compartió en una entrevista su opinión sobre la serie. Dijo que inicialmente sintió celos del compromiso y talento del equipo creativo, y añadió: «Los actores de voz son excelentes, la compositora de la canción que todos conocen es excelente. ¡Se reunieron tantas personas talentosas! En ese sentido, lo que sentí superó la envidia, y comencé a pensar: "¡Vaya, estos tipos sí que son algo especial!"». No obstante, atribuyó el éxito cultural de la serie a una coincidencia, y afirmó: «No creo que Demon Slayer sea una obra calculada o premeditada. Creo que su conjunto fue más bien un feliz accidente». También reflexionó que, en la industria del anime, muchas veces las personas son elegidas para un proyecto porque «estaban ahí» o sus agendas «coincidieron en el momento justo», y que rara vez se selecciona a quienes tienen el perfil más adecuado o el talento ideal.
En noviembre de 2020, el entonces Primer ministro de Japón, Yoshihide Suga, citó la serie durante una sesión del Comité de Presupuesto en la Cámara de Representantes del Parlamento Nacional. Su sucesor, Fumio Kishida, también manifestó su afición por Demon Slayer, y prometió mejorar las condiciones laborales en las industrias del anime y el manga. En 2021, varios políticos incorporaron carteles y patrones inspirados en la serie en sus campañas electorales.

### Recepción crítica
En el sitio web agregador de reseñas Rotten Tomatoes, la primera temporada de Demon Slayer: Kimetsu no Yaiba ostenta una aprobación del 100% con base en seis críticas especializadas. Patrick Frye, de Monsters and Critics, señaló que la adaptación anime ha sido «elogiada por la calidad de su animación y las fluidas escenas de combate que integran efectos digitales de forma impecable», aunque también advirtió que «algunos fanáticos se han quejado por los problemas de ritmo narrativo, debido a ciertos analepses y momentos lentos; sin embargo, todos coinciden en que, una vez que la acción inicia, es asombrosa». James Beckett, en su reseña para Anime News Network, destacó el episodio diecinueve al describirlo como «un espectáculo impresionante que demuestra el virtuosismo de Ufotable como un estudio capaz de ofrecer escenas de acción prácticamente inigualables».
La serie ha sido considerada como una de las mejores producciones de anime de la década de 2010. Austen Goslin, de Polygon, escribió: «Pocos títulos de los últimos diez años han enfocado su narrativa de manera tan directa y entusiasta en los combates, y ninguno lo ha hecho con la maestría de Demon Slayer». Crunchyroll incluyó a la serie en su lista de los «25 mejores animes de la década de 2010», en la que el crítico Daniel Dockery comentó: «Desde las coreografías de acción de primer nivel hasta sus momentos emocionales —a veces sutiles, a veces intensos—, pasando por un Inosuke infinitamente memeable, Demon Slayer es un espectáculo digno de contemplar». Sage Ashford, de Comic Book Resources, la ubicó en segundo lugar en su lista personal, y elogió tanto la animación como a sus protagonistas, a quienes describió como «los personajes masculino y femenino más entrañables de la década». IGN también la incluyó entre las mejores series animadas japonesas de los años 2010, y Japan Web Magazine la posicionó en el primer puesto de su lista de los «30 mejores animes de todos los tiempos».

### Premios
En 2019, Demon Slayer: Kimetsu no Yaiba obtuvo el galardón en la categoría de anime en los Yahoo! Japan Search Awards, los cuales se basan en el incremento de búsquedas de un término en específico respecto al año anterior. La serie repitió este hito en 2020, se posicionó en tercer lugar en 2021, y la tercera temporada alcanzó el quinto puesto en 2023. La serie ganó el reconocimiento a la mejor animación de la década en la encuesta Decade of Anime organizada por Funimation, en la que los fanáticos votaron por sus títulos favoritos en diversas categorías. En una de esas encuestas, los personajes Tanjirō y Nezuko Kamado obtuvieron menciones honoríficas las categorías de mejores chicos y mejores chicas, respectivamente. La revista Animedia reveló en su edición de febrero de 2020 que la serie había recibido once galardones en los Animedia Character Awards 2019, estableciendo un récord como la producción con mayor número de premios en un solo año en la historia de la revista.
En una encuesta realizada por Kadokawa Game Linkage sobre las series más satisfactorias de 2019, Demon Slayer: Kimetsu no Yaiba encabezó la lista. Además, se informó que entre su primer y último episodio, la audiencia televisiva había aumentado en 1,4 millones de espectadores. En abril de 2020, la serie obtuvo dos reconocimientos en los Japan Character Awards, otorgados por el Character Brand Licensing Association (CBLA). Ese mismo año, recibió un premio en los Japan Record Awards. En 2021, la serie ganó la categoría de anuncio más retuiteado por la presentación de la tercera temporada durante los Twitter Japan Trend Awards.

### Premios y nominaciones
| Año  | Premiación                   | Categoría                                   | Galardonado(s)                                                                                           | Resultado     | Refs.           |
| ---- | ---------------------------- | ------------------------------------------- | --- | ------------- | --------------- |
| 2019 | 9th Newtype Anime Awards     | Mejor obra (televisión)                     | Demon Slayer: Kimetsu no Yaiba                                                                           | Ganador       | [ 124 ]         |
| 2019 | 9th Newtype Anime Awards     | Mejor personaje (masculino)                 | Tanjiro Kamado                                                                                           | Ganador       | [ 124 ]         |
| 2019 | 9th Newtype Anime Awards     | Mejor personaje (femenino)                  | Nezuko Kamado                                                                                            | Ganadora      | [ 124 ]         |
| 2019 | 9th Newtype Anime Awards     | Mejor actor de voz                          | Natsuki Hanae                                                                                            | Ganador       | [ 124 ]         |
| 2019 | 9th Newtype Anime Awards     | Mejor actor de voz                          | Hiro Shimono                                                                                             | Quinto lugar  | [ 124 ]         |
| 2019 | 9th Newtype Anime Awards     | Mejor actriz de voz                         | Akari Kitō                                                                                               | Ganador       | [ 124 ]         |
| 2019 | 9th Newtype Anime Awards     | Mejor actriz de voz                         | Mikako Komatsu                                                                                           | Segundo lugar | [ 124 ]         |
| 2019 | 9th Newtype Anime Awards     | Mejor actriz de voz                         | Saori Hayami                                                                                             | Cuarto lugar  | [ 124 ]         |
| 2019 | 9th Newtype Anime Awards     | Mejor actriz de voz                         | Kana Hanazawa                                                                                            | Quinto lugar  | [ 124 ]         |
| 2019 | 9th Newtype Anime Awards     | Mejor tema                                  | «Gurenge» de LiSA                                                                                        | Ganador       | [ 124 ]         |
| 2019 | 9th Newtype Anime Awards     | Mejor director                              | Haruo Sotozaki                                                                                           | Ganador       | [ 124 ]         |
| 2019 | 9th Newtype Anime Awards     | Mejor diseño de personajes                  | Akira Matsushima, Miyuki Satō, Yōko Kajiyama y Mika Kikuchi                                              | Ganador       | [ 124 ]         |
| 2019 | 9th Newtype Anime Awards     | Mejor personaje mascota                     | Chuntaro                                                                                                 | Segundo lugar | [ 124 ]         |
| 2019 | 9th Newtype Anime Awards     | Mejor guion                                 | Ufotable                                                                                                 | Segundo lugar | [ 124 ]         |
| 2019 | 9th Newtype Anime Awards     | Mejor banda sonora                          | Yuki Kajiura y Go Shiina                                                                                 | Segundo lugar | [ 124 ]         |
| 2019 | Yahoo! Japan Search Awards   | Categoría de anime                          | Demon Slayer: Kimetsu no Yaiba                                                                           | Ganador       | [ 111 ]         |
| 2019 | Billboard Japan Music Awards | Animación hot                               | «Gurenge» de LiSA                                                                                        | Tercer lugar  | [ 125 ]         |
| 2019 | Reiwa Anisong Awards         | Mejor canción de anime                      | «Gurenge» de LiSA                                                                                        | Ganadora      | [ 126 ]         |
| 2019 | Reiwa Anisong Awards         | Voto del público                            | «Gurenge» de LiSA                                                                                        | Ganadora      | [ 126 ]         |
| 2019 | Reiwa Anisong Awards         | Voto del jurado                             | «Gurenge» de LiSA                                                                                        | Ganadora      | [ 126 ]         |
| 2019 | IGN Awards                   | Mejor serie de anime                        | Demon Slayer: Kimetsu no Yaiba                                                                           | Nominado      | [ 127 ]         |
| 2019 | IGN Awards                   | Mejor serie de anime - People's Choice      | Demon Slayer: Kimetsu no Yaiba                                                                           | Finalista     | [ 127 ]         |
| 2019 | IGN Awards                   | Mejor animación                             | Demon Slayer: Kimetsu no Yaiba                                                                           | Nominado      | [ 128 ]         |
| 2019 | IGN Awards                   | Mejor animación - People's Choice           | Demon Slayer: Kimetsu no Yaiba                                                                           | Ganador       | [ 128 ]         |
| 2019 | Funimation                   | Mejor animación de la década                | Demon Slayer: Kimetsu no Yaiba                                                                           | Ganador       | [ 115 ]         |
| 2019 | Funimation                   | Mejores chicos de la década                 | Tanjiro Kamado                                                                                           | Ganador       | [ 116 ]         |
| 2019 | Funimation                   | Mejores chicas de la década                 | Nezuko Kamado                                                                                            | Ganador       | [ 116 ]         |
| 2019 | AT-X                         | Top Anime Ranking                           | Demon Slayer: Kimetsu no Yaiba                                                                           | Ganador       | [ 129 ]         |
| 2020 | Animedia Character Awards    | Jugador más valioso                         | Tanjiro Kamado                                                                                           | Ganador       | [ 117 ]         |
| 2020 | Animedia Character Awards    | Brillante                                   | Tanjiro Kamado                                                                                           | Ganador       | [ 117 ]         |
| 2020 | Animedia Character Awards    | Valiente                                    | Tanjiro Kamado                                                                                           | Ganador       | [ 117 ]         |
| 2020 | Animedia Character Awards    | Fuerte                                      | Giyu Tomioka                                                                                             | Ganador       | [ 117 ]         |
| 2020 | Animedia Character Awards    | Genial                                      | Giyu Tomioka                                                                                             | Ganador       | [ 117 ]         |
| 2020 | Animedia Character Awards    | Misterioso                                  | Giyu Tomioka                                                                                             | Ganador       | [ 117 ]         |
| 2020 | Animedia Character Awards    | Atractivo                                   | Kyojuro Rengoku                                                                                          | Ganador       | [ 117 ]         |
| 2020 | Animedia Character Awards    | Adorable                                    | Nezuko Kamado                                                                                            | Ganadora      | [ 117 ]         |
| 2020 | Animedia Character Awards    | Preciosa                                    | Shinobu Kocho                                                                                            | Ganadora      | [ 117 ]         |
| 2020 | Animedia Character Awards    | Sexy                                        | Mitsuri Kanroji                                                                                          | Ganadora      | [ 117 ]         |
| 2020 | Animedia Character Awards    | Bonito y malcriado                          | Zenitsu Agatsuma                                                                                         | Ganador       | [ 117 ]         |
| 2020 | Tokyo Anime Awards           | Mejor animación del año                     | Demon Slayer: Kimetsu no Yaiba                                                                           | Ganador       | [ 130 ]         |
| 2020 | Tokyo Anime Awards           | Mejor guion e historia original             | Koyoharu Gotouge                                                                                         | Ganador       | [ 130 ]         |
| 2020 | Tokyo Anime Awards           | Mejor animador                              | Akira Matsushima                                                                                         | Ganador       | [ 131 ]         |
| 2020 | Tokyo Anime Awards           | Mejor sonido e interpretaciones             | Yuki Kajiura                                                                                             | Ganador       | [ 131 ]         |
| 2020 | TAAF 2020 con Bilibili       | Mejor anime del año                         | Demon Slayer: Kimetsu no Yaiba                                                                           | Ganador       | [ 132 ]         |
| 2020 | D-Anime awards               | Anime recomendado                           | Demon Slayer: Kimetsu no Yaiba                                                                           | Ganador       | [ 133 ]         |
| 2020 | D-Anime awards               | Mejor historia                              | Demon Slayer: Kimetsu no Yaiba                                                                           | Ganador       | [ 133 ]         |
| 2020 | D-Anime awards               | Anime más atrayente                         | Demon Slayer: Kimetsu no Yaiba                                                                           | Ganador       | [ 133 ]         |
| 2020 | 4th Crunchyroll Anime Awards | Mejor anime del año                         | Demon Slayer: Kimetsu no Yaiba                                                                           | Ganador       | [ 134 ] [ 135 ] |
| 2020 | 4th Crunchyroll Anime Awards | Mejor protagonista                          | Tanjiro Kamado                                                                                           | Nominado      | [ 134 ] [ 135 ] |
| 2020 | 4th Crunchyroll Anime Awards | Mejor chico                                 | Tanjiro Kamado                                                                                           | Ganador       | [ 134 ] [ 135 ] |
| 2020 | 4th Crunchyroll Anime Awards | Mejor chica                                 | Nezuko Kamado                                                                                            | Nominado      | [ 134 ] [ 135 ] |
| 2020 | 4th Crunchyroll Anime Awards | Mejor animación                             | Demon Slayer: Kimetsu no Yaiba                                                                           | Nominado      | [ 134 ] [ 135 ] |
| 2020 | 4th Crunchyroll Anime Awards | Mejor fantasía                              | Demon Slayer: Kimetsu no Yaiba                                                                           | Nominado      | [ 134 ] [ 135 ] |
| 2020 | 4th Crunchyroll Anime Awards | Mejor partitura                             | Go Shiina y Yuki Kajiura                                                                                 | Nominado      | [ 134 ] [ 135 ] |
| 2020 | 4th Crunchyroll Anime Awards | Mejor escena de pelea                       | Tanjiro y Nezuko contra Rui                                                                              | Ganador       | [ 134 ] [ 135 ] |
| 2020 | 4th Crunchyroll Anime Awards | Mejor intérprete de voz (japonés)           | Saori Hayami como Shinobu Kocho                                                                          | Nominado      | [ 134 ] [ 135 ] |
| 2020 | 14th Seiyu Awards            | Mejor actor en un papel protagónico         | Natsuki Hanae como Tanjiro Kamado                                                                        | Ganador       | [ 136 ]         |
| 2020 | 14th Seiyu Awards            | Premio Sinergia                             | Demon Slayer: Kimetsu no Yaiba                                                                           | Ganador       | [ 136 ]         |
| 2020 | Japan Character Awards       | Gran premio                                 | Demon Slayer: Kimetsu no Yaiba                                                                           | Ganador       | [ 121 ]         |
| 2020 | Japan Character Awards       | Premio Cara Nueva                           | Demon Slayer: Kimetsu no Yaiba                                                                           | Ganador       | [ 121 ]         |
| 2020 | 15th AnimaniA Awards         | Mejor serie en línea                        | Demon Slayer: Kimetsu no Yaiba                                                                           | Ganador       | [ 137 ]         |
| 2020 | 42nd Anime Grand Prix        | Gran Premio                                 | Demon Slayer: Kimetsu no Yaiba                                                                           | Ganador       | [ 138 ]         |
| 2020 | 42nd Anime Grand Prix        | Mejor personaje (masculino)                 | Tanjiro Kamado                                                                                           | Ganador       | [ 138 ]         |
| 2020 | 42nd Anime Grand Prix        | Mejor personaje (masculino)                 | Giyu Tomioka                                                                                             | Segundo lugar | [ 138 ]         |
| 2020 | 42nd Anime Grand Prix        | Mejor personaje (femenino)                  | Nezuko Kamado                                                                                            | Segundo lugar | [ 138 ]         |
| 2020 | 42nd Anime Grand Prix        | Mejor personaje (femenino)                  | Shinobu Kocho                                                                                            | Tercer lugar  | [ 138 ]         |
| 2020 | 42nd Anime Grand Prix        | Mejor actor de voz                          | Natsuki Hanae                                                                                            | Ganador       | [ 138 ]         |
| 2020 | 42nd Anime Grand Prix        | Mejor tema                                  | «Gurenge» de LiSA                                                                                        | Ganador       | [ 138 ]         |
| 2020 | Magnolia Award               | Mejor animación                             | Demon Slayer: Kimetsu no Yaiba                                                                           | Nominado      | [ 139 ]         |
| 2020 | 25th AMD Awards              | Premio a la excelencia                      | Demon Slayer: Kimetsu no Yaiba                                                                           | Ganador       | [ 140 ]         |
| 2020 | Internet Buzzword Awards     | Gran premio                                 | Demon Slayer: Kimetsu no Yaiba                                                                           | Ganador       | [ 141 ]         |
| 2020 | Anime Buzzword Awards        | Gran premio                                 | Breathing                                                                                                | Ganador       | [ 141 ]         |
| 2020 | Anime Buzzword Awards        | Premio de plata                             | Total Concentration                                                                                      | Ganador       | [ 141 ]         |
| 2020 | Anime Buzzword Awards        | Premio de bronce                            | Mr.Kyojuro Rengoku, the 20 billion man.                                                                  | Ganador       | [ 141 ]         |
| 2020 | Billboard Japan Music Awards | Hot 100                                     | «Gurenge» de LiSA                                                                                        | Tercer lugar  | [ 142 ]         |
| 2020 | Billboard Japan Music Awards | Canciones más descargadas                   | «Gurenge» de LiSA                                                                                        | Ganador       | [ 142 ]         |
| 2020 | Billboard Japan Music Awards | Animación hot                               | «Gurenge» de LiSA                                                                                        | Ganador       | [ 142 ]         |
| 2020 | Yahoo! Japan Search Awards   | Categoría de anime                          | Demon Slayer: Kimetsu no Yaiba                                                                           | Ganador       | [ 112 ]         |
| 2020 | Yahoo! Japan Search Awards   | Categoría de películas                      | Demon Slayer: Kimetsu no Yaiba                                                                           | Ganador       | [ 112 ]         |
| 2020 | Yahoo! Japan Search Awards   | Categoría de actor de voz                   | Natsuki Hanae                                                                                            | Ganador       | [ 112 ]         |
| 2020 | 62nd Japan Record Awards     | Gran premio                                 | «Homura» de LiSA                                                                                         | Ganador       | [ 143 ]         |
| 2020 | 62nd Japan Record Awards     | Premios al trabajo excelente                | «Homura» de LiSA                                                                                         | Ganador       | [ 143 ]         |
| 2020 | 62nd Japan Record Awards     | Premio especial al mérito                   | Demon Slayer: Kimetsu no Yaiba                                                                           | Ganador       | [ 143 ]         |
| 2020 | AT-X                         | Top Anime Ranking                           | Demon Slayer: Kimetsu no Yaiba                                                                           | Ganador       | [ 144 ]         |
| 2021 | Tokyo Anime Awards           | Mejor animador                              | Akira Matsushima                                                                                         | Ganador       | [ 145 ]         |
| 2021 | Tokyo Anime Awards           | Mejor director                              | Haruo Sotozaki                                                                                           | Ganador       | [ 145 ]         |
| 2021 | Tokyo Anime Awards           | Mejor sonido e interpretaciones             | Yuki Kajiura                                                                                             | Ganador       | [ 145 ]         |
| 2021 | 15th Seiyu Awards            | Premio especial de honor                    | Demon Slayer: Kimetsu no Yaiba                                                                           | Ganador       | [ 146 ]         |
| 2021 | 39th JASRAC Awards           | Premio de oro                               | «Gurenge» de LiSA                                                                                        | Ganador       | [ 147 ]         |
| 2021 | 16th AnimaniA Awards         | Mejor serie de televisión                   | Demon Slayer: Kimetsu no Yaiba                                                                           | Ganador       | [ 148 ]         |
| 2021 | 16th AnimaniA Awards         | Mejor director                              | Haruo Sotozaki                                                                                           | Ganador       | [ 148 ]         |
| 2021 | 16th AnimaniA Awards         | Mejor diseño de personajes                  | Akira Matsushima                                                                                         | Ganador       | [ 148 ]         |
| 2021 | 16th AnimaniA Awards         | Mejor estudio                               | Ufotable                                                                                                 | Ganador       | [ 148 ]         |
| 2021 | 16th AnimaniA Awards         | Mejor partitura de anime                    | Go Shiina y Yuki Kajiura                                                                                 | Ganador       | [ 148 ]         |
| 2021 | 16th AnimaniA Awards         | Mejor canción de anime                      | «Gurenge» de LiSA                                                                                        | Ganador       | [ 148 ]         |
| 2021 | 43rd Anime Gran Premio       | Mejor personaje (masculino)                 | Kyojuro Rengoku                                                                                          | Ganador       | [ 149 ]         |
| 2021 | 43rd Anime Gran Premio       | Mejor tema                                  | «Homura» de LiSA                                                                                         | Ganador       | [ 149 ]         |
| 2021 | Yahoo! Japan Search Awards   | Categoría de anime                          | Demon Slayer: Kimetsu no Yaiba                                                                           | Tercer lugar  | [ 113 ]         |
| 2021 | Reiwa Anisong Awards         | Premio a la canción de artista              | «Akeboshi» de LiSA                                                                                       | Nominado      | [ 150 ]         |
| 2021 | Twitter Japan's Trend Awards | Más retuiteado                              | Entertainment District Arc                                                                               | Ganador       | [ 123 ]         |
| 2021 | 63rd Japan Record Awards     | Canción del año                             | «Akeboshi» de LiSA                                                                                       | Ganador       | [ 151 ]         |
| 2022 | 6th Crunchyroll Anime Awards | Mejor acción                                | Demon Slayer: Kimetsu no Yaiba Mugen Train Arc                                                           | Nominado      | [ 152 ] [ 153 ] |
| 2022 | 6th Crunchyroll Anime Awards | Mejor secuencia final                       | «Shirogane» de LiSA                                                                                      | Ganador       | [ 152 ] [ 153 ] |
| 2022 | 6th Crunchyroll Anime Awards | Mejor animación                             | Demon Slayer: Kimetsu no Yaiba Mugen Train Arc                                                           | Ganador       | [ 152 ] [ 153 ] |
| 2022 | 6th Crunchyroll Anime Awards | Mejor intérprete de voz (francés)           | Enzo Ratsito como Tanjiro Kamado                                                                         | Ganador       | [ 152 ] [ 153 ] |
| 2022 | 6th Crunchyroll Anime Awards | Mejor intérprete de voz (español)           | Irwin Daayán como Kyojuro Rengoku                                                                        | Ganador       | [ 152 ] [ 153 ] |
| 2022 | 6th Crunchyroll Anime Awards | Mejor partitura                             | Yuki Kajiura y Go Shiina                                                                                 | Ganador       | [ 152 ] [ 153 ] |
| 2022 | 36th Japan Gold Disc Awards  | Álbum de animación del año                  | Demon Slayer: Kimetsu no Yaiba                                                                           | Ganador       | [ 154 ]         |
| 2022 | 40th JASRAC Awards           | Premio de oro                               | «Gurenge» de LiSA                                                                                        | Ganador       | [ 155 ]         |
| 2022 | 40th JASRAC Awards           | Premio de plata                             | «Homura» de LiSA                                                                                         | Ganador       | [ 155 ]         |
| 2022 | Japan Expo Awards            | Mejor anime del año                         | Demon Slayer: Kimetsu no Yaiba Entertainment District Arc                                                | Ganador       | [ 156 ]         |
| 2022 | Japan Expo Awards            | Mejor director                              | Haruo Sotozaki                                                                                           | Ganador       | [ 156 ]         |
| 2022 | Japan Expo Awards            | Mejor acción en anime                       | Demon Slayer: Kimetsu no Yaiba Entertainment District Arc                                                | Ganador       | [ 156 ]         |
| 2022 | Japan Expo Awards            | Mejor banda sonora original                 | Demon Slayer: Kimetsu no Yaiba Entertainment District Arc                                                | Ganador       | [ 156 ]         |
| 2022 | 44th Anime Gran Premio       | Gran Premio                                 | Demon Slayer: Kimetsu no Yaiba Mugen Train Arc Demon Slayer: Kimetsu no Yaiba Entertainment District Arc | Segundo lugar | [ 157 ]         |
| 2022 | 44th Anime Gran Premio       | Mejor personaje (masculino)                 | Tengen Uzui                                                                                              | Ganador       | [ 157 ]         |
| 2022 | 44th Anime Gran Premio       | Mejor personaje (masculino)                 | Zenitsu Agatsuma                                                                                         | Cuarto lugar  | [ 157 ]         |
| 2022 | 44th Anime Gran Premio       | Mejor personaje (masculino)                 | Gyutaro                                                                                                  | Séptimo lugar | [ 157 ]         |
| 2022 | 44th Anime Gran Premio       | Mejor personaje (femenino)                  | Nezuko Kamado                                                                                            | Ganador       | [ 157 ]         |
| 2022 | 44th Anime Gran Premio       | Mejor personaje (femenino)                  | Daki | Segundo lugar | [ 157 ]         |
| 2022 | 44th Anime Gran Premio       | Mejor actor de voz                          | Miyuki Sawashiro                                                                                         | Cuarto lugar  | [ 157 ]         |
| 2022 | 44th Anime Gran Premio       | Mejor tema                                  | «Zankyō Sanka» por Aimer                                                                                 | Ganadora      | [ 157 ]         |
| 2022 | 44th Anime Gran Premio       | Mejor tema                                  | «Akeboshi» de LiSA                                                                                       | Tercer lugar  | [ 157 ]         |
| 2022 | MTV Video Music Awards Japan | Mejor vídeo de artista en solitario (Japón) | «Zankyō Sanka» por Aimer                                                                                 | Ganador       | [ 158 ]         |
| 2022 | 12th Newtype Anime Awards    | Mejor obra (televisión)                     | Demon Slayer: Kimetsu no Yaiba Entertainment District Arc                                                | Ganador       | [ 159 ]         |
| 2022 | 12th Newtype Anime Awards    | Mejor personaje (masculino)                 | Tengen Uzui                                                                                              | Quinto lugar  | [ 159 ]         |
| 2022 | 12th Newtype Anime Awards    | Mejor personaje (femenino)                  | Nezuko Kamado                                                                                            | Quinto lugar  | [ 159 ]         |
| 2022 | 12th Newtype Anime Awards    | Mejor actor de voz                          | Yoshitsugu Matsuoka                                                                                      | Ganador       | [ 159 ]         |
| 2022 | 12th Newtype Anime Awards    | Mejor actor de voz                          | Natsuki Hanae                                                                                            | Tercer lugar  | [ 159 ]         |
| 2022 | 12th Newtype Anime Awards    | Mejor tema                                  | «Zankyō Sanka» por Aimer                                                                                 | Cuarto lugar  | [ 159 ]         |
| 2022 | 12th Newtype Anime Awards    | Mejor director                              | Haruo Sotozaki                                                                                           | Ganador       | [ 159 ]         |
| 2022 | 12th Newtype Anime Awards    | Mejor diseño de personajes                  | Akira Matsushima                                                                                         | Quinto lugar  | [ 159 ]         |
| 2022 | 12th Newtype Anime Awards    | Mejor personaje mascota                     | Muscular Mice                                                                                            | Quinto lugar  | [ 159 ]         |
| 2022 | 12th Newtype Anime Awards    | Mejor guion                                 | Ufotable                                                                                                 | Cuarto lugar  | [ 159 ]         |
| 2022 | 12th Newtype Anime Awards    | Mejor banda sonora                          | Yuki Kajiura, Go Shiina                                                                                  | Segundo lugar | [ 159 ]         |
| 2022 | 12th Newtype Anime Awards    | Mejor estudio                               | Ufotable                                                                                                 | Segundo lugar | [ 159 ]         |
| 2022 | Billboard Japan Music Awards | Hot 100                                     | «Zankyō Sanka» por Aimer                                                                                 | Ganador       | [ 160 ]         |
| 2022 | Billboard Japan Music Awards | Canciones más descargadas                   | «Zankyō Sanka» por Aimer                                                                                 | Ganador       | [ 160 ]         |
| 2022 | Billboard Japan Music Awards | Animación hot                               | «Zankyō Sanka» por Aimer                                                                                 | Ganador       | [ 160 ]         |
| 2022 | Reiwa Anisong Awards         | Premio Arreglo                              | «Zankyō Sanka» por Aimer                                                                                 | Nominado      | [ 161 ]         |
| 2023 | 5th Global Demand Awards     | Serie de anime más demandada de 2022        | Demon Slayer: Kimetsu no Yaiba                                                                           | Nominado      | [ 162 ]         |
| 2023 | 7th Crunchyroll Anime Awards | Mejor anime del año                         | Demon Slayer: Kimetsu no Yaiba Entertainment District Arc                                                | Nominado      | [ 163 ]         |
| 2023 | 7th Crunchyroll Anime Awards | Mejor director                              | Haruo Sotozaki                                                                                           | Ganador       | [ 163 ]         |
| 2023 | 7th Crunchyroll Anime Awards | Mejor personaje secundario                  | Tengen Uzui                                                                                              | Nominado      | [ 163 ]         |
| 2023 | 7th Crunchyroll Anime Awards | Mejor animación                             | Demon Slayer: Kimetsu no Yaiba Entertainment District Arc                                                | Ganador       | [ 163 ]         |
| 2023 | 7th Crunchyroll Anime Awards | Mejor diseño de personajes                  | Akira Matsushima                                                                                         | Ganador       | [ 163 ]         |
| 2023 | 7th Crunchyroll Anime Awards | Mejor serie continua                        | Demon Slayer: Kimetsu no Yaiba Entertainment District Arc                                                | Nominado      | [ 163 ]         |
| 2023 | 7th Crunchyroll Anime Awards | Mejor acción                                | Demon Slayer: Kimetsu no Yaiba Entertainment District Arc                                                | Ganador       | [ 163 ]         |
| 2023 | 7th Crunchyroll Anime Awards | Mejor fantasía                              | Demon Slayer: Kimetsu no Yaiba Entertainment District Arc                                                | Ganador       | [ 163 ]         |
| 2023 | 7th Crunchyroll Anime Awards | Mejor partitura                             | Go Shiina y Yuki Kajiura                                                                                 | Nominado      | [ 163 ]         |
| 2023 | 7th Crunchyroll Anime Awards | Mejor secuencia de apertura                 | «Zankyō Sanka» por Aimer                                                                                 | Nominado      | [ 163 ]         |
| 2023 | 7th Crunchyroll Anime Awards | Mejor intérprete de voz (japonés)           | Natsuki Hanae como Tanjiro Kamado                                                                        | Nominado      | [ 163 ]         |
| 2023 | 7th Crunchyroll Anime Awards | Mejor intérprete de voz (italiano)          | Andrea La Greca como Kyojuro Rengoku                                                                     | Nominado      | [ 163 ]         |
| 2023 | 7th Crunchyroll Anime Awards | Mejor intérprete de voz (español)           | Alejandro Orozco como Gyutaro                                                                            | Ganador       | [ 163 ]         |
| 2023 | 41st JASRAC Awards           | Premio de bronce                            | «Zankyō Sanka» por Aimer                                                                                 | Ganador       | [ 164 ]         |
| 2023 | 13th Newtype Anime Awards    | Mejor obra (televisión)                     | Demon Slayer: Kimetsu no Yaiba Swordsmith Village Arc                                                    | Tercer lugar  | [ 165 ]         |
| 2023 | 13th Newtype Anime Awards    | Mejor personaje (masculino)                 | Muichiro Tokito                                                                                          | Tercer lugar  | [ 165 ]         |
| 2023 | 13th Newtype Anime Awards    | Mejor personaje (masculino)                 | Tanjiro Kamado                                                                                           | Cuarto lugar  | [ 165 ]         |
| 2023 | 13th Newtype Anime Awards    | Mejor personaje (masculino)                 | Akaza | Quinto lugar  | [ 165 ]         |
| 2023 | 13th Newtype Anime Awards    | Mejor personaje (femenino)                  | Mitsuri Kanroji                                                                                          | Séptimo lugar | [ 165 ]         |
| 2023 | 13th Newtype Anime Awards    | Mejor tema                                  | «Kizuna no Kiseki» por Man with a Mission y Milet                                                        | Octavo lugar  | [ 165 ]         |
| 2023 | 13th Newtype Anime Awards    | Mejor estudio                               | Ufotable                                                                                                 | Tercer lugar  | [ 165 ]         |
| 2023 | Yahoo! Japan Search Awards   | Categoría de anime                          | Demon Slayer: Kimetsu no Yaiba Swordsmith Village Arc                                                    | Quinto lugar  | [ 114 ]         |
| 2024 | 6th Global Demand Awards     | Serie de anime más demandada de 2023        | Demon Slayer: Kimetsu no Yaiba                                                                           | Nominado      | [ 166 ]         |
| 2024 | 8th Crunchyroll Anime Awards | Mejor anime del año                         | Demon Slayer: Kimetsu no Yaiba Swordsmith Village Arc                                                    | Nominado      | [ 167 ]         |
| 2024 | 8th Crunchyroll Anime Awards | Mejor acción                                | Demon Slayer: Kimetsu no Yaiba Swordsmith Village Arc                                                    | Nominado      | [ 167 ]         |
| 2024 | 8th Crunchyroll Anime Awards | Mejor fantasía                              | Demon Slayer: Kimetsu no Yaiba Swordsmith Village Arc                                                    | Ganador       | [ 167 ]         |
| 2024 | 8th Crunchyroll Anime Awards | Mejor animación                             | Demon Slayer: Kimetsu no Yaiba Swordsmith Village Arc                                                    | Ganador       | [ 167 ]         |
| 2024 | 8th Crunchyroll Anime Awards | Mejor serie continua                        | Demon Slayer: Kimetsu no Yaiba Swordsmith Village Arc                                                    | Nominado      | [ 167 ]         |
| 2024 | 8th Crunchyroll Anime Awards | Mejor diseño de personajes                  | Akira Matsushima                                                                                         | Nominado      | [ 167 ]         |
| 2024 | 8th Crunchyroll Anime Awards | Mejor fotografía                            | Yuichi Terao                                                                                             | Nominado      | [ 167 ]         |
| 2024 | 8th Crunchyroll Anime Awards | Mejor dirección de arte                     | Koji Eto                                                                                                 | Ganador       | [ 167 ]         |
| 2024 | 8th Crunchyroll Anime Awards | Mejor partitura                             | Yuki Kajiura y Go Shiina                                                                                 | Nominado      | [ 167 ]         |
| 2024 | 8th Crunchyroll Anime Awards | Mejor secuencia final                       | «Koi Kogare» por Man with a Mission y Milet                                                              | Nominado      | [ 167 ]         |
| 2024 | 8th Crunchyroll Anime Awards | Mejor intérprete de voz (inglés)            | Abby Trott como Nezuko Kamado                                                                            | Nominado      | [ 167 ]         |
| 2024 | 8th Crunchyroll Anime Awards | Mejor intérprete de voz (español)           | Armando Corona Ibarrola como Muichiro Tokito                                                             | Nominado      | [ 167 ]         |
| 2024 | 38th Japan Gold Disc Awards  | Mejores tres canciones por descargas        | «Kizuna no Kiseki» por Man with a Mission y Milet                                                        | Ganador       | [ 168 ]         |
| 2024 | 46th Anime Gran Premio       | Gran Premio                                 | Demon Slayer: Kimetsu no Yaiba Swordsmith Village Arc                                                    | Octavo lugar  | [ 169 ]         |
| 2025 | 7th Global Demand Awards     | Serie de anime más demandada de 2024        | Demon Slayer: Kimetsu no Yaiba                                                                           | Nominado      | [ 170 ]         |
| 2025 | 9th Crunchyroll Anime Awards | Mejor serie continua                        | Demon Slayer: Kimetsu no Yaiba Hashira Training Arc                                                      | Pendiente     | [ 171 ]         |
| 2025 | 9th Crunchyroll Anime Awards | Mejor acción                                | Demon Slayer: Kimetsu no Yaiba Hashira Training Arc                                                      | Pendiente     | [ 171 ]         |
| 2025 | 9th Crunchyroll Anime Awards | Mejor animación                             | Demon Slayer: Kimetsu no Yaiba Hashira Training Arc                                                      | Pendiente     | [ 171 ]         |
| 2025 | 9th Crunchyroll Anime Awards | Mejor arte de fondo                         | Demon Slayer: Kimetsu no Yaiba Hashira Training Arc                                                      | Pendiente     | [ 171 ]         |
| 2025 | 9th Crunchyroll Anime Awards | Mejor diseño de personajes                  | Akira Matsushima                                                                                         | Pendiente     | [ 171 ]         |
| 2025 | 9th Crunchyroll Anime Awards | Mejor director                              | Haruo Sotozaki                                                                                           | Pendiente     | [ 171 ]         |
| 2025 | 9th Crunchyroll Anime Awards | Mejor partitura                             | Yuki Kajiura y Go Shiina                                                                                 | Pendiente     | [ 171 ]         |
| 2025 | 9th Crunchyroll Anime Awards | Mejor actor de voz (español)                | Luis Leonardo Suárez como Muzan Kibutsuji                                                                | Pendiente     | [ 171 ]         |